# Bezzia rossii
Bezzia rossii är en tvåvingeart som beskrevs av Jean Clastrier 1962.
Bezzia rossii ingår i släktet Bezzia och familjen svidknott. Inga underarter finns listade i Catalogue of Life.